# عماد حمدي
عماد حمدي (24 نوفمبر 1909 - 28 يناير 1984)، هو ممثل مصري.

## حياته
وُلد في سوهاج، وكان له أخ توأم اسمه عبد الرحمن، حيث كان والده يعمل هناك موظفاً، لقب بفتى الشاشة الأول. قام ببطولة العديد من الأفلام الهامة في السينما المصرية منها؛ «أنا الماضي» و«حياة أو موت» و«موعد مع السعادة» و«بين الأطلال» و«الرباط المقدس» و«الرجل الذي فقد ظله» و«خان الخليلي» و«ميرامار» و«ثرثرة فوق النيل» لنجيب محفوظ، و«الرجل الآخر» و«المذنبون». وقد توفي توأمه عبد الرحمن قبل أخيه عماد مما أثّر على نفسية عماد حمدي تأثيراً كبيراً وترتبت على ذلك عزلة عماد حمدي في بيته حتى تدهورت حالته الصحية وأصابته بالعمى التام في سنوات حياته الأخيرة.
تزوج من الراقصة حورية محمد، ثم من الفنانة فتحية شريف التي أنجب منها طفلًا اسمه نادر، ثم تزوج من الفنانة شادية ثم من الفنانة نادية الجندي التي أنجب منها هشاماً، وكان آخر أعماله فيلم سواق الأوتوبيس عام 1982.

## وفاته
توفي عماد حمدي في يوم السبت 28 يناير عام 1984 في منزله عن عمرٍ ناهز ال74 عام على إثر أزمة قلبية حادة بعد معاناةٍ طويلة مع العمى التام والاكتئاب المزمن[بحاجة لمصدر].

## أعماله

### الأفلام

#### الأربعينات
- 1945: السوق السوداء
- 1946: غرام بدوية
- 1946: دايماً في قلبي
- 1947: التضحية الكبرى
- 1947: أزهار وأشواك
- 1948: ليت الشباب
- 1948: شمشون الجبار
- 1948: سجى الليل
- 1948: الواجب
- 1949: ست البيت
- 1949: السجينة رقم 17
- 1949: البيت الكبير

#### الخمسينات
- 1950: دماء في الصحراء
- 1950: الصقر
- 1951: وداعاً ياغرامي
- 1951: من غير وداع
- 1951: مشغول بغيري
- 1951: ظهور الإسلام
- 1951: ضحيت غرامي
- 1951: سماعة التليفون
- 1951: أنا الماضي
- 1951: أشكي لمين
- 1952: سيدة القطار
- 1952: المنزل رقم 13
- 1953: وفاء
- 1953: نساء بلا رجال
- 1953: مكتوب على الجبين
- 1953: قطار الليل
- 1953: عبيد المال
- 1953: ظلموني الحبايب
- 1953: حكم الزمان
- 1953: حب في الظلام
- 1953: بعد الوداع
- 1953: اللقاء الأخير
- 1953: الحرمان
- 1954: أقوى من الحب
- 1954: موعد مع السعادة
- 1954: ليلة من عمري
- 1954: لمين هواك
- 1954: عزيزة
- 1954: شرف البنت
- 1954: رقصة الوداع
- 1954: حياة أو موت
- 1954: جنون الحب
- 1954: الظلم حرام
- 1954: آثار في الرمال
- 1955: شاطئ الذكريات
- 1955: جريمة حب
- 1955: إني راحلة
- 1955: الله معنا
- 1956: موعد غرام
- 1956: قتلت زوجتي
- 1956: حب وإعدام
- 1956: أرض الأحلام
- 1957: لن أبكي أبداً
- 1957: لا أنام
- 1957: أنا وقلبي
- 1957: السابحة في النار
- 1957: الحب العظيم
- 1958: مع الأيام
- 1958: مجرم في إجازة
- 1958: غريبة
- 1958: رحمة من السماء
- 1958: حتى نلتقي
- 1958: توبة
- 1958: الزوجة العذراء
- 1959: هدى
- 1959: خريف امرأة
- 1959: قلب يحترق
- 1959: قلب من ذهب
- 1959: صخرة الحب
- 1959: سجن العذارى
- 1959: بين الأطلال
- 1959: أم رتيبة
- 1959: المرأة المجهولة
- 1959: المبروك
- 1959: ارحم حبي
- 1959: آخر من يعلم

#### الستينات
- 1960: نساء وذئاب
- 1960: سر امرأة
- 1960: زوجة من الشارع
- 1960: جسر الخالدين
- 1960: إني أتهم
- 1960: العملاق
- 1960: الرباط المقدس
- 1960: أقوى من الحياة
- 1961: معبد الحب
- 1961: لا تطفئ الشمس
- 1961: لا تذكريني
- 1961: غدا يوم آخر
- 1961: طريق الأبطال
- 1961: بلا دموع
- 1961: المراهق الكبير
- 1961: الليالي الدافئة
- 1961: الخرساء
- 1962: وا إسلاماه
- 1962: يوم الحساب
- 1962: وفاء للأبد
- 1962: سلاسل من حرير
- 1962: امرأة في دوامة
- 1962: الخطايا
- 1963: رابعة العدوية
- 1963: حب لا أنساه
- 1963: أم العروسة
- 1963: العريس يصل غدا
- 1963: الحسناء والطلبة
- 1964: مع الناس
- 1964: شباب وحب ومرح
- 1964: حكاية نص الليل
- 1964: المراهقان
- 1964: اللهب
- 1965: مدرس خصوصي
- 1965: طريد الفردوس
- 1965: سكون العاصفة
- 1965: أيام ضائعة
- 1965: الوديعة
- 1965: المماليك
- 1965: الشقيقان
- 1965: الراهبة
- 1965: الحب الخالد
- 1965: آخر جنان
- 1966: كنوز
- 1966: فارس بني حمدان
- 1966: غرام في أغسطس
- 1966: شقاوة رجالة
- 1966: خان الخليلي
- 1966: جناب السفير
- 1966: ثورة اليمن
- 1967: كرم الهوى
- 1967: النصف الآخر
- 1967: الخروج من الجنة
- 1968: مراتي مجنونة مجنونة مجنونة
- 1968: عفريت مراتي
- 1968: روعة الحب
- 1968: حكاية 3 بنات
- 1968: النيل والحياة
- 1968: الملعون
- 1968: الست الناظرة
- 1968: الرجل الذي فقد ظله
- 1968: أبو الهول الزجاجي
- 1969: همسة الشيطان
- 1969: نادية
- 1969: ميرامار
- 1969: أبي فوق الشجرة

#### السبعينات
- 1970: زوجة لخمسة رجال
- 1970: حياتي
- 1970: بنت الشيخ
- 1971: ثرثرة فوق النيل
- 1971: الضياع
- 1971: الخيط الرفيع
- 1972: ليلة حب أخيرة
- 1972: حب وكبرياء
- 1972: الزائرة
- 1972: أزمة سكن
- 1973: غرباء
- 1973: عاشق الروح
- 1973: صوت الحب
- 1973: شلة المراهقين
- 1973: ذات الوجهين
- 1973: امرأة سيئة السمعة
- 1973: المخادعون
- 1973: الشياطين والكورة
- 1973: الرجل الآخر
- 1973: البحث عن فضيحة
- 1973: أبناء للبيع
- 1974: وكان الحب
- 1974: في الصيف لازم نحب
- 1974: عنتر فارس الصحراء
- 1974: عايشين للحب
- 1974: بمبة كشر
- 1974: أين عقلي
- 1974: امرأة للحب
- 1974: المهم الحب
- 1974: الساعة تدق العاشرة
- 1974: الزواج السعيد
- 1974: الأخوة الأعداء
- 1974: الأحضان الدافئة
- 1974: الأبرياء
- 1974: أجمل أيام حياتي
- 1975: يوم الأحد الدامي
- 1975: ومضى قطار العمر
- 1975: مين يقدر على عزيزة
- 1975: مجانين بالوراثة
- 1975: لا تتركني وحدي
- 1975: صابرين
- 1975: شهيرة
- 1975: سيدتي الجميلة
- 1975: حتي آخر العمر
- 1975: حبي الأول والأخير
- 1975: بديعة مصابني
- 1975: أميرة حبي أنا
- 1975: امرأتان
- 1975: الملكة وأنا
- 1975: المطلقات
- 1975: المذنبون
- 1975: الكرنك
- 1975: الضحايا
- 1975: الخدعة الخفية
- 1975: الحب تحت المطر
- 1975: أبدا لن أعود
- 1976: وعادت الحياة
- 1976: وداعا إلى الأبد
- 1976: مراهقة من الأرياف
- 1976: ليتني ما عرفت الحب
- 1976: عالم عيال عيال
- 1976: شوق
- 1976: شلة الأنس
- 1976: رحلة الأيام
- 1976: دقة قلب
- 1976: حب علي شاطئ ميامي
- 1976: بيت بلا حنان
- 1976: أنا لا عاقلة ولا مجنونة
- 1976: المنحرفون
- 1976: الكروان له شفايف
- 1976: العيال الطيبين
- 1976: الحساب يا مدموازيل
- 1977: فتاة تبحث عن الحب
- 1977: سونيا والمجنون
- 1977: الشياطين
- 1977: الأبطال يولدون مرتين
- 1977: 13 كدبة وكدبة
- 1978: وادي الذكريات
- 1978: مكالمة بعد منتصف الليل
- 1978: ليلة لا تنسى
- 1978: ضاع العمر يا ولدي
- 1978: شهادة مجنون
- 1978: شفاه لا تعرف الكذب
- 1978: بنت غير كل البنات
- 1978: أيام العمر معدودة
- 1978: أهلا يا كابتن
- 1978: المرأة الأخرى
- 1978: الصعود إلى الهاوية
- 1978: أسياد وعبيد
- 1978: أحلى أيام العمر
- 1979: لا يا أمي
- 1979: خائفة من شيء ما
- 1979: الملاعين

#### الثمانينات
- 1980: شعبان تحت الصفر.
- 1980: الباطنية.
- 1982: سواق الأتوبيس.
- 1982: وضاع حبي هناك
- 1982: اعتداء
- 1982: أشياء ضد القانون

### المسلسلات
- 1966: الحائرة
- 1968: لعبة الرجال
- 1968: الوهم
- 1969: أبدا لن أموت
- 1971: رزق العيال
- 1975: الشاطئ المهجور
- 1976: سليمان الحلبي
- 1976: أم العروسة
- 1976: النمس
- 1977: لقيطة
- 1977: بعد الغروب
- 1978: عنترة
- 1979: في مهب الريح
- 1979: الوليمة
- 1980: من الجاني
- 1980: عيلة الدوغري

### المسرحيات
- 1964: خان الخليلي

### المسلسلات الإذاعية
- 1972: صابرين
- 1974: أرجوك لا تفهمني بسرعة

## روابط خارجية
- عماد حمدي على موقع IMDb (الإنجليزية)
- عماد حمدي على موقع قاعدة بيانات الأفلام العربية
- عماد حمدي على موقع ألو سيني (الفرنسية)
- عماد حمدي على موقع كينوبويسك (الروسية)